# Verdammt lange her – Das Wiedersehen
„Verdammt lange her – Das Wiedersehen“ war eine Doku-Soap, die vom 15. Oktober 2007 bis 30. November 2007 bei Sat.1 in 35 Folgen ausgestrahlt wurde.

## Inhalt
In der etwa 22-minütigen Doku-Soap geht es in jeder Sendung um jeweils fünf Personen, die in der Vergangenheit beispielsweise Arbeitskollegen, Schulfreunde usw. waren, die nach einer Zeit den Kontakt miteinander verloren. Die Freunde sehen sich durch die Sat.1-Doku-Soap wieder und lernen sich quasi neu kennen. Des Weiteren existieren in dieser Fernsehsendung Regeln. Jeder einzelne der fünf Freunde lädt die anderen vier für einen Tag lang zu sich nach Hause ein. Derjenige, der die anderen zu sich nach Hause eingeladen hat, stellt sich und sein Privatleben den anderen vor. Die ehemaligen Freunde dürfen ihrem Gastgeber kritische Fragen stellen. Am Ende der Woche wird die Frage „Geben sie ihrer Freundschaft eine zweite Chance?“ gestellt. Sollten alle Beteiligten einstimmig bejahen, gewinnen die fünf Freunde eine gemeinsame Reise. Sollte jedoch mindestens einer die Frage verneinen, darf keiner die Reise antreten.

## Ausstrahlung
Nach der Absetzung von Verliebt in Berlin wurde Verdammt lange her ab dem 15. Oktober 2007 auf dem Sendeplatz um 19:15 Uhr gezeigt.
Eine Auflistung gemessener Einschaltquoten und Marktanteile veranschaulicht folgende Tabelle:
| Datum             | Zuschauer | Zuschauer       | Marktanteil | Marktanteil     | Quellen |
| Datum             | Gesamt    | 14 bis 49 Jahre | Marktanteil | Marktanteil     | Quellen |
| Datum             | Gesamt    | 14 bis 49 Jahre | Gesamt      | 14 bis 49 Jahre | Quellen |
| ----------------- | --------- | --------------- | ----------- | --------------- | ------- |
| 15. Oktober 2007  | 1,77 Mio. | –               | –           | 9,1 %           | [ 3 ]   |
| 16. Oktober 2007  | 1,70 Mio. | –               | 6,7 %       | 10,0 %          | [ 4 ]   |
| 17. Oktober 2007  | –         | –               | –           | 8,1 %           | [ 5 ]   |
| 18. Oktober 2007  | –         | –               | –           | 11,6 %          | [ 6 ]   |
| 29. Oktober 2007  | 1,42 Mio. | 0,68 Mio.       | 5,2 %       | 7,9 %           | [ 7 ]   |
| 30. Oktober 2007  | –         | –               | –           | 7,1 %           | [ 7 ]   |
| 13. November 2007 | –         | –               | –           | 6,0 %           | [ 8 ]   |
| 21. November 2007 | –         | –               | –           | 8,3 %           | [ 9 ]   |
| 22. November 2007 | –         | 0,53 Mio.       | –           | 5,7 %           | [ 10 ]  |
| 27. November 2007 | 1,22 Mio. | 0,53 Mio.       | 4,4 %       | 5,6 %           | [ 11 ]  |
| 30. November 2007 | 1,01 Mio. | 0,47 Mio.       | 4,1 %       | 5,8 %           | [ 12 ]  |

Nachdem im Schnitt etwas mehr als 1,4 Millionen Zuschauer die Sendung sahen, brach Sat.1 die Ausstrahlung nach der Folge vom 30. November 2007 vorzeitig ab. Die Folgen lagen überwiegend unter dem Senderschnitt. Ersetzt wurde die Serie durch K11 – Kommissare im Einsatz.